# Church Creek
Church Creek – miasto w Stanach Zjednoczonych, w stanie Maryland, w hrabstwie Dorchester.